# Leichtathletik-Europameisterschaften 1986/800 m der Männer

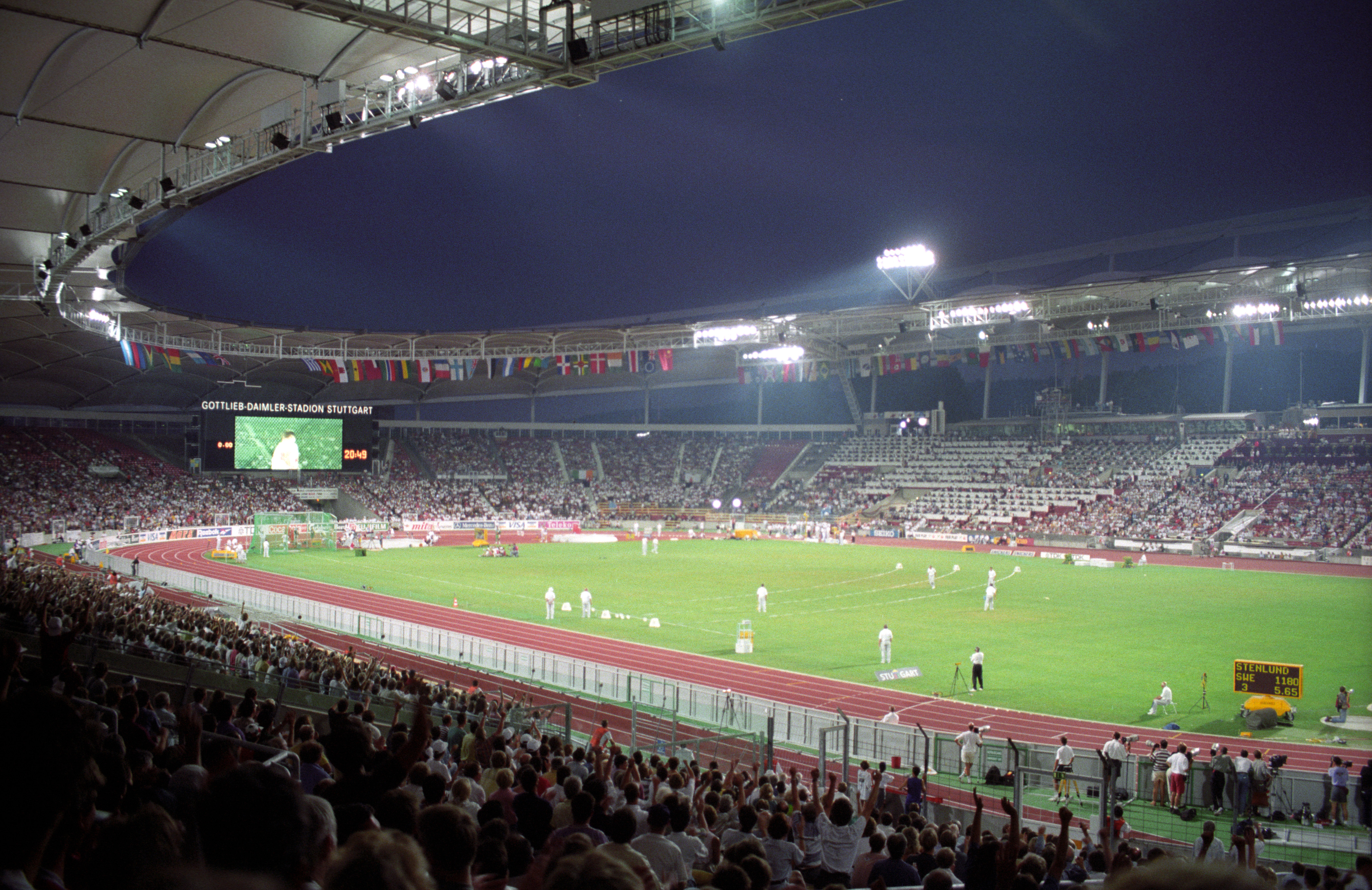
Das Stuttgarter Neckarstadion (heute MHPArena) bei den Leichtathletik-Weltmeisterschaften 1993

Der 800-Meter-Lauf der Männer bei den Leichtathletik-Europameisterschaften 1986 wurde vom 26. bis 28. August 1986 im Stuttgarter Neckarstadion ausgetragen.
In diesem Wettbewerb gab es einen Dreifacherfolg für die britischen Läufer. Europameister wurde der Weltrekordinhaber Sebastian Coe, über 800 Meter unter anderem Vizeeuropameister 1982 und zweifacher Olympiazweiter (1980/1984) sowie über 1500 Meter zweifacher Olympiasieger (1980/1984).
Rang zwei belegte Tom McKean.
Bronze ging an Steve Cram, über 1500 Meter Europameister von 1982 und Weltmeister von 1983. Cram wurde hier drei Tage später auch wieder Europameister über 1500 Meter.

## Rekorde

### Bestehende Rekorde
| Weltrekord           | 1:41,73 min | Sebastian Coe | Florenz, Italien          | 20. Juni 1981   |
| Europarekord         | 1:41,73 min | Sebastian Coe | Florenz, Italien          | 20. Juni 1981   |
| Meisterschaftsrekord | 1:43,84 min | Olaf Beyer    | EM Prag, Tschechoslowakei | 31. August 1978 |

Der bestehende EM-Rekord wurde bei diesen Europameisterschaften nicht erreicht. Die schnellste Zeit erzielte der britische Europameister Sebastian Coe im Finale mit 1:44,50 min, womit er 0,66 s über dem Rekord blieb. Zu seinem eigenen Welt- und Europarekord fehlten ihm 2,73 s.

### Rekordverbesserung
Es wurde ein neuer Landesrekord aufgestellt:

1:46,74 min – Álvaro Silva (Portugal), dritter Vorlauf am 26. August

## Legende
Kurze Übersicht zur Bedeutung der Symbolik – so üblicherweise auch in sonstigen Veröffentlichungen verwendet:
| NR  | Nationaler Rekord                        |
| DNF | Wettkampf nicht beendet (did not finish) |

## Vorrunde
26. August 1982
Die Vorrunde wurde in vier Läufen durchgeführt. Die ersten drei Athleten pro Lauf – hellblau unterlegt – sowie die darüber hinaus vier zeitschnellsten Läufer – hellgrün unterlegt – qualifizierten sich für das Halbfinale.

### Vorlauf 1
| Platz | Name              | Nation         | Zeit (min) |
| ----- | ----------------- | -------------- | ---------- |
| 1     | Peter Braun       | BR Deutschland | 1:48,38    |
| 2     | Ryszard Ostrowski | Polen          | 1:48,39    |
| 3     | Rob Druppers      | Niederlande    | 1:48,42    |
| 4     | Wladimir Graudyn  | Sowjetunion    | 1:48,49    |
| 5     | Slobodan Popović  | Jugoslawien    | 1:48,68    |
| 6     | Gert Kilbert      | Schweiz        | 1:49,82    |
| 7     | Spyros Spyrou     | Zypern         | 1:53,36    |

### Vorlauf 2
| Platz | Name               | Nation         | Zeit (min) |
| ----- | ------------------ | -------------- | ---------- |
| 1     | Tom McKean         | Großbritannien | 1:48,37    |
| 2     | Waleri Starodubzew | Sowjetunion    | 1:48,46    |
| 3     | Matthias Assmann   | BR Deutschland | 1:48,65    |
| 4     | Ronny Olsson       | Schweden       | 1:48,78    |
| 5     | Robin van Helden   | Niederlande    | 1:48,88    |
| 6     | Colomán Trabado    | Spanien        | 1:49,42    |
| 7     | Mucteba Apaydin    | Türkei         | 1:52,41    |

### Vorlauf 3
| Platz | Name                 | Nation         | Zeit (min) |
| ----- | -------------------- | -------------- | ---------- |
| 1     | Steve Cram           | Großbritannien | 1:46,54    |
| 2     | Wiktor Kalinkin      | Sowjetunion    | 1:46,68    |
| 3     | Álvaro Silva         | Portugal       | 1:46,74 NR |
| 4     | Hans-Joachim Mogalle | DDR            | 1:46,98    |
| 5     | Martin Enholm        | Schweden       | 1:48,40    |
| 6     | Bo Breigan           | Norwegen       | 1:49,78    |

### Vorlauf 4
| Platz | Name             | Nation         | Zeit (min) |
| ----- | ---------------- | -------------- | ---------- |
| 1     | Sebastian Coe    | Großbritannien | 1:47,64    |
| 2     | Ari Suhonen      | Finnland       | 1:47,71    |
| 3     | Philippe Collard | Frankreich     | 1:47,72    |
| 4     | Thomas Giessing  | BR Deutschland | 1:48,03    |
| 5     | Alberto Barsotti | Italien        | 1:48,53    |
| 6     | Marc Corstjens   | Belgien        | 1:48,55    |
| 7     | John Chappory    | Gibraltar      | 1:57,45    |

## Halbfinale
27. August 1982, 18:55 Uhr
In den beiden Halbfinalläufen qualifizierten sich die jeweils ersten vier Athleten – hellblau unterlegt – für das Finale.

### Lauf 1

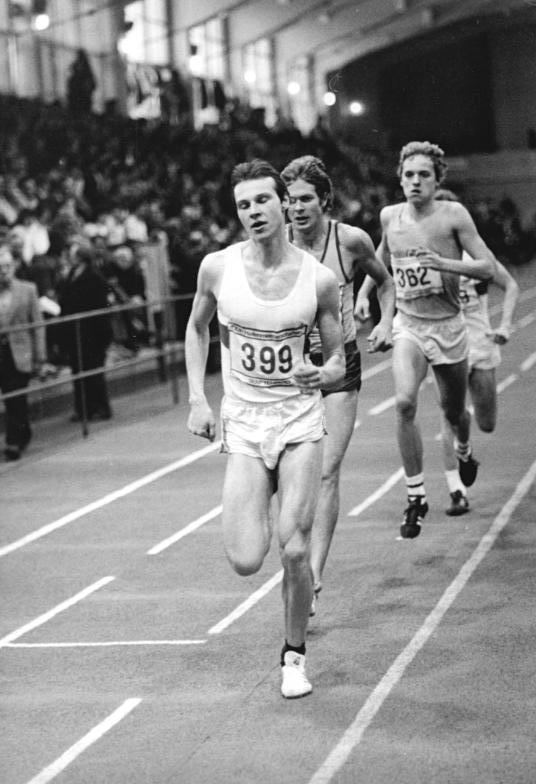
Hans-Joachim Mogalle (Nr. 399) erreichte als Siebter seines Halbfinallaufs nicht das Finale

| Platz | Name               | Nation         | Zeit (min) |
| ----- | ------------------ | -------------- | ---------- |
| 1     | Steve Cram         | Großbritannien | 1:46,59    |
| 2     | Peter Braun        | BR Deutschland | 1:46,84    |
| 3     | Ryszard Ostrowski  | Polen          | 1:46,89    |
| 4     | Philippe Collard   | Frankreich     | 1:46,96    |
| 5     | Wladimir Graudyn   | Sowjetunion    | 1:47,50    |
| 6     | Álvaro Silva       | Portugal       | 1:47,69    |
| 7     | Waleri Starodubzew | Sowjetunion    | 1:48,37    |
| 8     | Ari Suhonen        | Finnland       | 1:49,69    |

### Lauf 2
| Platz | Name                 | Nation         | Zeit (min) |
| ----- | -------------------- | -------------- | ---------- |
| 1     | Rob Druppers         | Niederlande    | 1:46,54    |
| 2     | Tom McKean           | Großbritannien | 1:46,62    |
| 3     | Sebastian Coe        | Großbritannien | 1:47,10    |
| 4     | Wiktor Kalinkin      | Sowjetunion    | 1:47,41    |
| 5     | Matthias Assmann     | BR Deutschland | 1:47,45    |
| 6     | Martin Enholm        | Schweden       | 1:49,02    |
| 7     | Hans-Joachim Mogalle | DDR            | 1:49,90    |
| DNF   | Thomas Giessing      | BR Deutschland |            |

## Finale

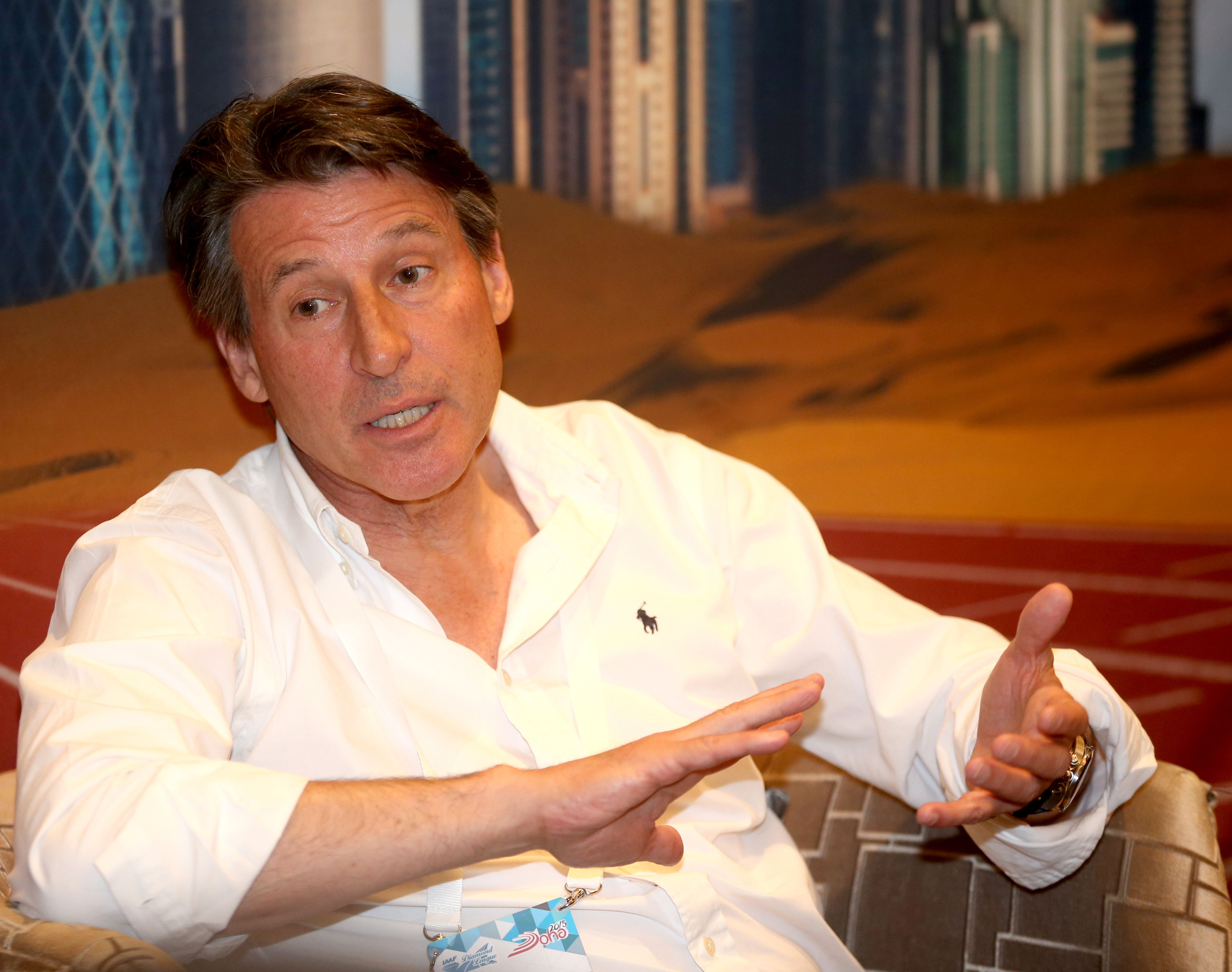
Sebastian Coe (Foto: 2015) – nach zwei Olympiasiegen über 1500 Meter und zahlreichen weiteren Erfolgen errang der heutige Präsident des Weltleichtathletikverbands hier seinen ersten Titel als Europameister

28. August 1982, 19:00 Uhr
| Platz | Name              | Nation         | Zeit (min) |
| ----- | ----------------- | -------------- | ---------- |
| 1     | Sebastian Coe     | Großbritannien | 1:44,50    |
| 2     | Tom McKean        | Großbritannien | 1:44,61    |
| 3     | Steve Cram        | Großbritannien | 1:44,88    |
| 4     | Rob Druppers      | Niederlande    | 1:45,53    |
| 5     | Ryszard Ostrowski | Polen          | 1:45,54    |
| 6     | Peter Braun       | BR Deutschland | 1:45,83    |
| 7     | Philippe Collard  | Frankreich     | 1:45,96    |
| 8     | Wiktor Kalinkin   | Sowjetunion    | 1:47,36    |

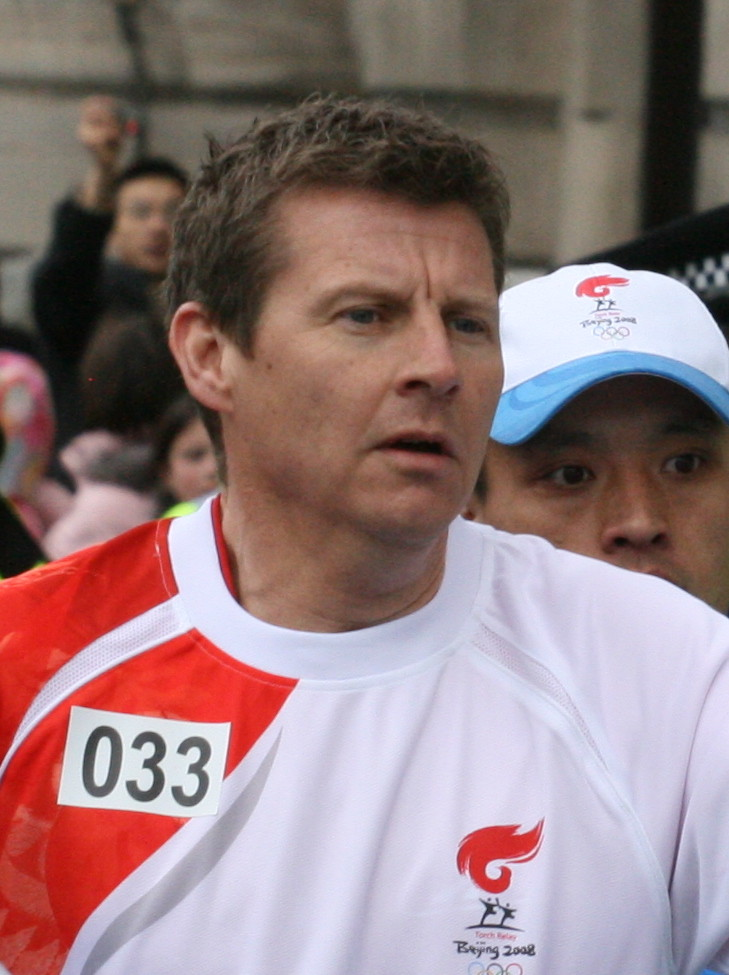
Bronze für den 1500 Meter-Weltmeister 1983 und -Europameister 1982 Steve Cram – drei Tage später gewann er erneut das Rennen über 1500 Meter
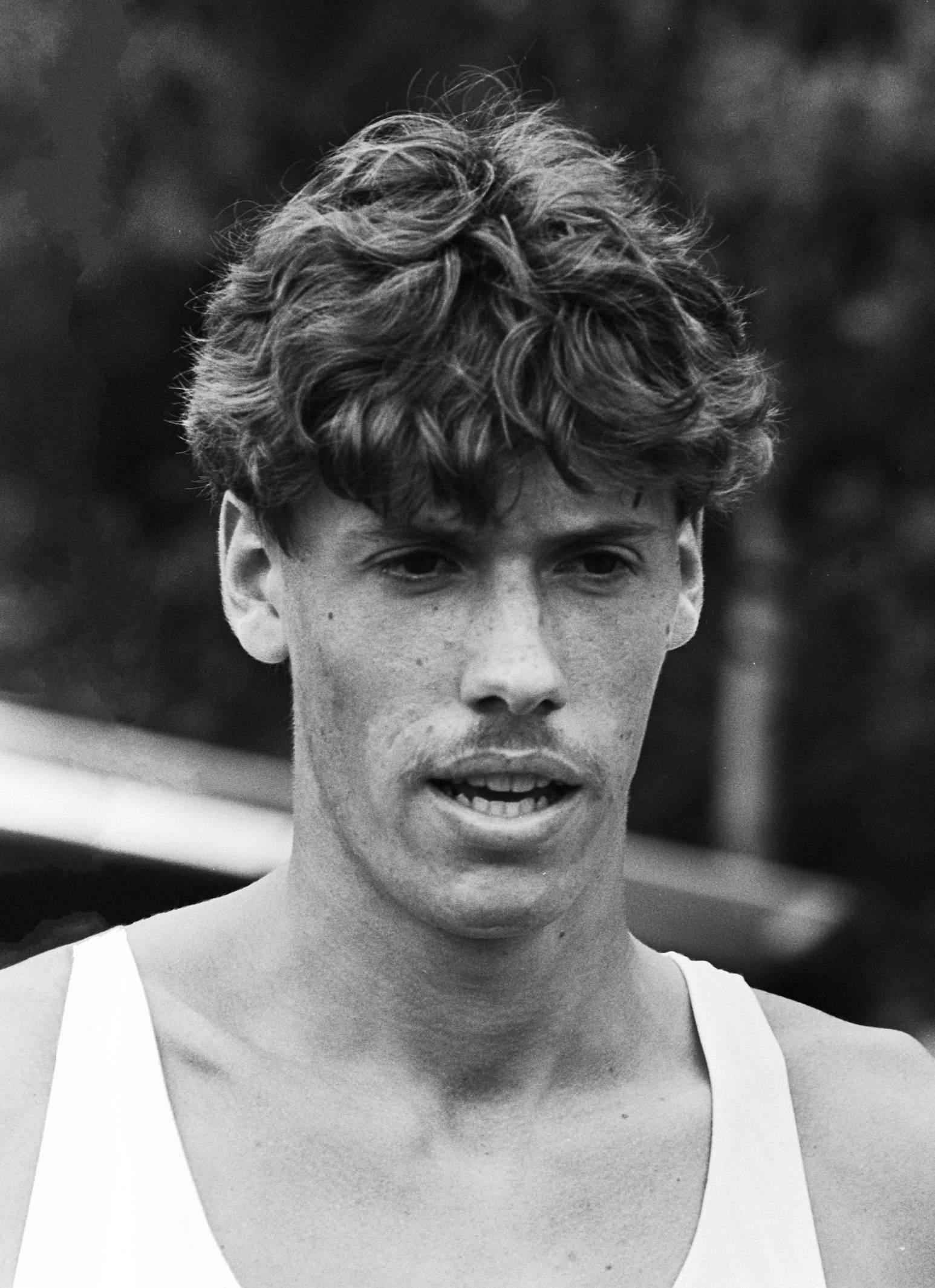
Rob Druppers kam auf den vierten Platz
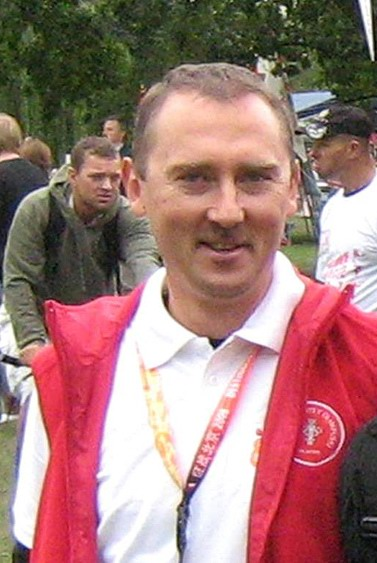
Ryszard Ostrowski (hier im Jahr 2007) belegte Rang fünf

## Video
- Men's 800m Final European Championships 1986 in Stuttgart, www.youtube.com, abgerufen am 12. Dezember 2022
- 1986 European Championships 800m FINAL, www.youtube.com, abgerufen am 12. Dezember 2022